# Клініка (медичний заклад)

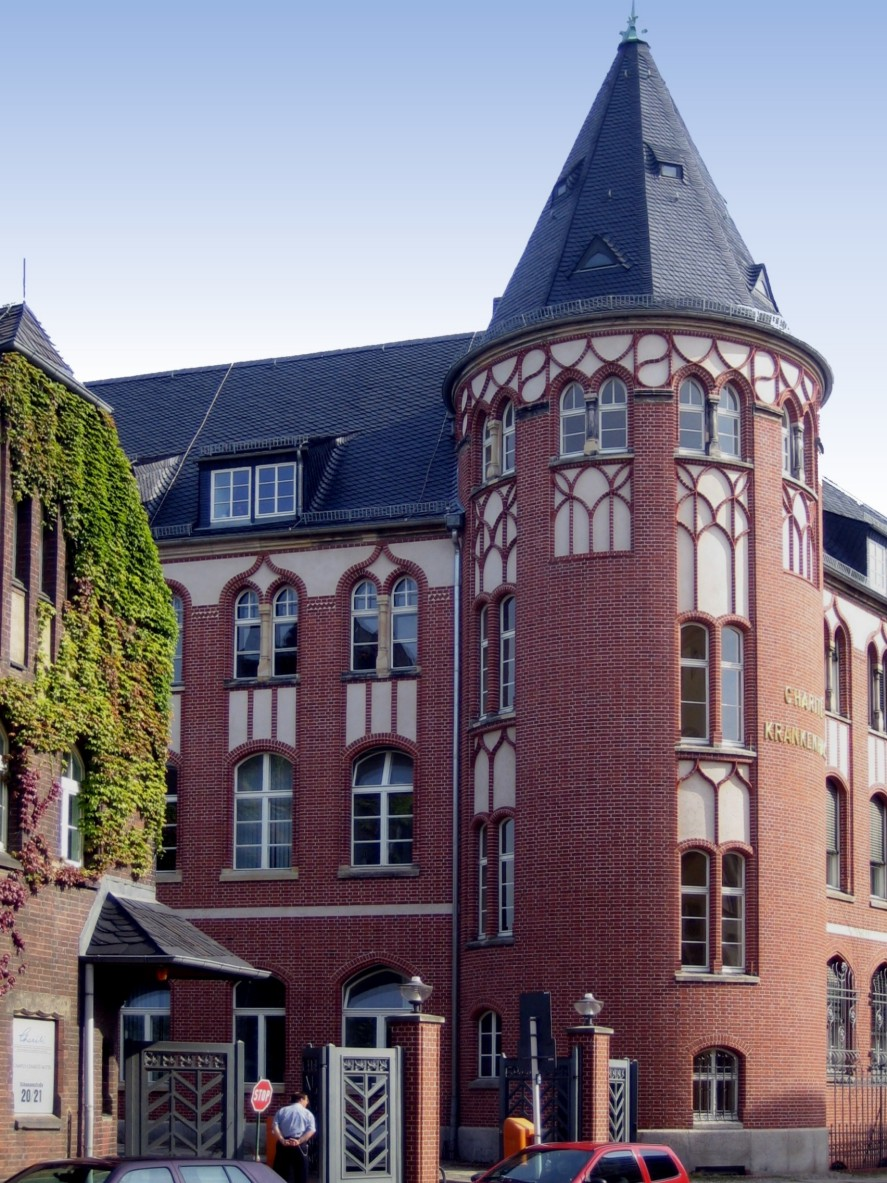
Клініка Шаріте. Вхід

Клі́ніка(грец. κλινική — місце лікування, від грец. ήκλΐνη — ложе, ліжко) — медичний лікувальний заклад (установа), в якому здійснюють як лікування хворих, так і навчальну та наукову роботу. Клініки, таким чином, є складовими навчальних медичних закладів. Вони можуть бути багатопрофільними (госпіталь, лікарня, поліклініка) або монопрофільними (клініка хірургії, гінекології тощо).

## Сутність поняття
Клініка — це також і галузь лікарської науки, яка викладає практичну медицину. Позаяк таке викладання часто проводять біля ліжка хворого, то звідси і виникло уявлення про клініку, як про лікарню. Але клініка істотно відрізняється від лікарні, оскільки у ній можна проводити викладання й теоретично, наприклад, таких хвороб або форм захворювань, яких немає на даний час у відділеннях, або тих хвороб, синдромів, ускладнень, які зустрічаються тільки у певних регіонах, або властивих певним прошаркам населення, або тих, які виникають в особливих умовах (зокрема, тропічні хвороби, церебральні ускладнення тропічної малярії, куру, хвороби у шахтарів, кесонна хвороба тощо). Така відособленість завдання викладання від лікарняного матеріалу особливо різко виступає в терапевтичних клініках. З іншого боку, велика частина клінічних занять має вихідним пунктом докладне дослідження хворого, аналіз окремих симптомів саме у даного пацієнта. І в цьому плані завдання клініки і лікарні неоднакові: клініка, окрім лікування хворого, має метою також скористатися його даними, як матеріалом для подальшого розвитку медицини, для ознайомлення студентів і резидентів, курсантів з різними медичними питаннями практичного і теоретичного характеру, а от лікарня виконує тільки перше завдання — лікування хворого. Клініка згідно з вищевказаною метою використовує всі медичні відомості, на основі різних галузей природознавства і медицини. Викладання практичної медицини також проводять в амбулаторних закладах — поліклініці, амбулаторії сімейної медицини тощо.
У англомовній медичній термінології клініка має декілька значень:
- Лікарня або медична школа, яка опікується діагностикою та лікуванням хворих.
- Медичний заклад, який створюють декілька фахівців, які працюють у співпраці та спільно лікують пацієнтів.
- Семінар або нарада лікарів, студентів, коли медичні обстеження проводяться біля ліжка хворого, обстежуючи безпосередньо пацієнта.
- Місце, де відбувається таке навчання.
- Навчальний засіб або лекція з медичної практики, які проводяться за участі пацієнта, або його даних.[3][4]

## Історичні відомості

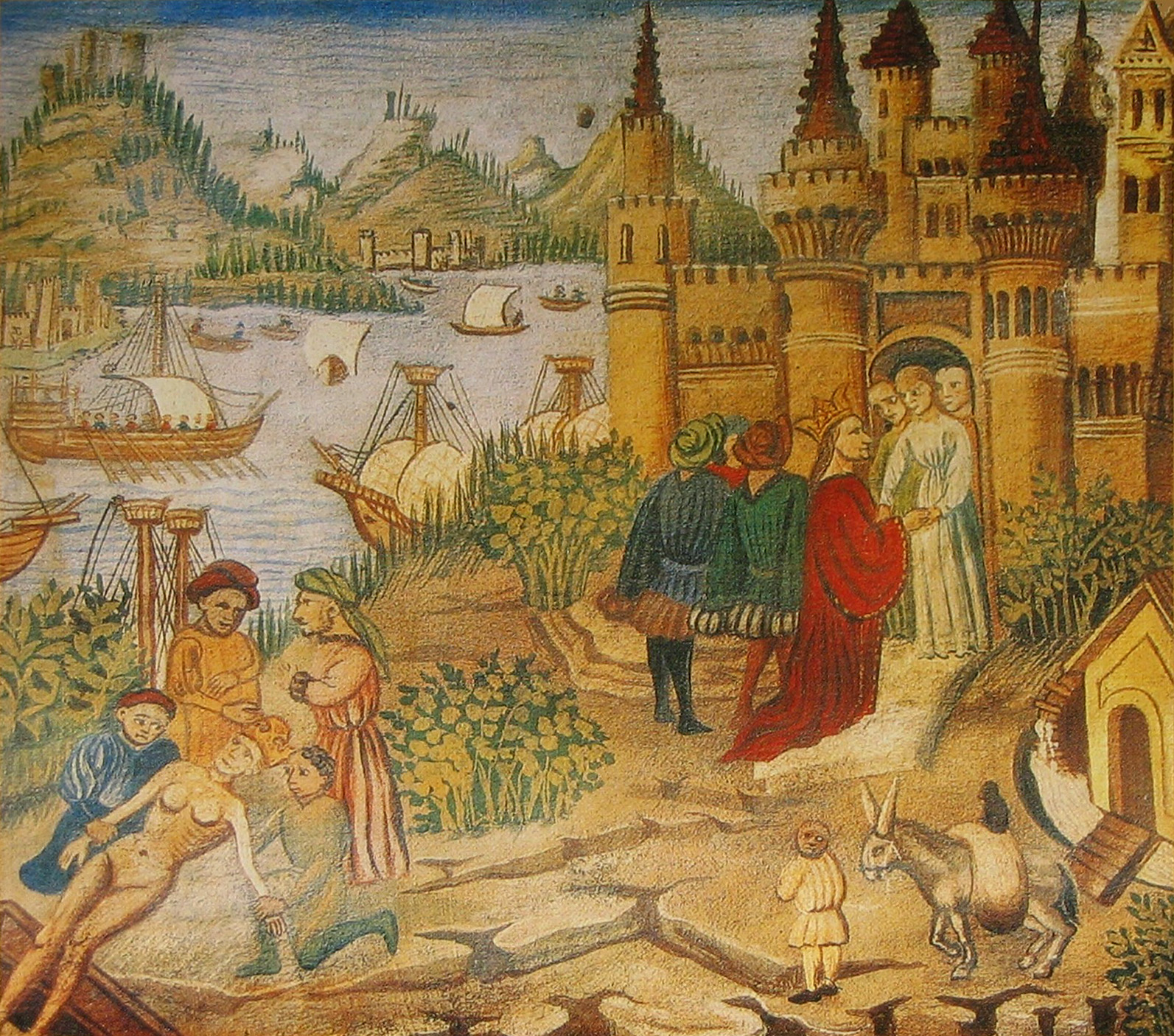
Школа в Салерно, прообраз сучасних клінік, зображена в "Каноні", Авіценни

Перші клініки були створені при тих середньовічних університетах та навчальних закладах, які почали викладати поряд з іншими науками і медицину (Школа в Салерно, IX століття; Університет Монпельє, 1220 рік; Болонський університет, XIV століття; Лісабонський університет, XIV століття; Падуанський університет, 1339 рік; Флорентійський університет, XIV століття; Університет Саламанки, XV століття; тощо). 
У Російській імперії також наприкінці XIX століття існували університетські клініки, вони збереглися спочатку і в СРСР (клініки медичних інститутів), але у 1950-ті роки їх закрили, а навчання стали проводити на базах звичайних лікарень, де поступово роль навчальних закладів і їхня наукова діяльність були відкинуті на другий план, а на перше місце вийшло тільки лікування хворих, як це відбувається і в звичайних лікарнях. На сьогодні багато лікарень України у своїй назві містять поняття "клінічна", маючи на увазі розташування на своїй базі клінічних кафедр відповідних медичних університетів. Але керування такими закладами на відміну від того, що відбувається в країнах розвиненої медицини, здійснюють місцеві медичні органи або відділи регіональних адміністрацій, що створює певні проблеми у проведенні навчального процесу.   
Яскравими прикладами університетської клініки є комплекс Шаріте, Каролінська університетська лікарня. Подібні заклади на сьогодні поновлені в Україні, зокрема при Одеському національному медичному університеті, Тернопільському національному медичному університеті імені І. Я. Горбачевського.

## Використання терміна
Медичний термін «клініка» слід використовувати лише для визначення медичних закладів, які здійснюють як діагностично-лікувальну, так й науково-педагогічну діяльність. Тому використання цієї назви тими медичними закладами, які проводять виключно діагностично-лікувальну роботу, є неправомірним.
Таким чином, використовувати термін «клініка» до описання клінічних ознак хвороб, синдромів, симптомів є неправильним, хоча деякі джерела це трактують як правомірне. У такій ситуації все ж слід використовувати поняття «клінічні ознаки», «клінічні симптоми», «клінічні прояви» тощо.